# Queudes
Queudes je francouzská obec v departementu Marne v regionu Grand Est. Žije zde 82 obyvatel.

## Geografie

### Sousední obce
| Růžice kompasu | Saudoy         | Chichey                               |                    | Růžice kompasu |
| Růžice kompasu | Barbonne-Fayel | Sever                                 | Gaye               | Růžice kompasu |
| Růžice kompasu | Barbonne-Fayel | Queudes                               | Gaye               | Růžice kompasu |
| Růžice kompasu | Barbonne-Fayel | Jih                                   | Gaye               | Růžice kompasu |
| Růžice kompasu |                | Villeneuve-Saint-Vistre-et-Villevotte | La Chapelle-Lasson | Růžice kompasu |